# Andrzej Bartkowiak (strażak)
Andrzej Paweł Bartkowiak (ur. 19 czerwca 1972 w Gnieźnie) – generał brygadier Państwowej Straży Pożarnej. W latach 2016–2019 komendant wojewódzki Państwowej Straży Pożarnej w Poznaniu. W latach 2019–2024 Komendant Główny Państwowej Straży Pożarnej, w latach 2019–2022 Szef Obrony Cywilnej Kraju.

## Życiorys
Służbę w Państwowej Straży Pożarnej rozpoczął w 1996 w Wągrowcu. Jest absolwentem Szkoły Aspirantów PSP w Poznaniu, Uniwersytetu Kazimierza Wielkiego w Bydgoszczy, podyplomowych studiów w Szkole Głównej Służby Pożarniczej oraz Wyższej Szkoły Handlu i Usług w Poznaniu. W 2016 będąc w stopniu kapitana został powołany na stanowisko Wielkopolskiego Komendanta Wojewódzkiego PSP w Poznaniu.
5 grudnia 2019 został powołany przez premiera Mateusza Morawieckiego na stanowisko Komendanta Głównego Państwowej Straży Pożarnej oraz Szefa Obrony Cywilnej Kraju.
22 kwietnia 2022 zakończył urzędowanie jako Szef Obrony Cywilnej Kraju z uwagi na uchylenie przez Parlament ustawy z dnia 21 listopada 1967 o powszechnym obowiązku obrony Rzeczypospolitej Polskiej (Dz.U. z 2021 r. poz. 372, z późn. zm.), regulującej problematykę obrony cywilnej.
6 maja 2022 na placu Marszałka Józefa Piłsudskiego w Warszawie, podczas Centralnych Obchodów Międzynarodowego Dnia Strażaka został mianowany przez prezydenta Andrzeja Dudę na stopień generała brygadiera.
4 marca 2025 został zatrzymany przez funkcjonariuszy Centralnego Biura Antykorupcyjnego. Zdarzenie to miało związek z aferą wokół Collegium Humanum.

## Odznaczenia
- Krzyż Kawalerski Orderu Odrodzenia Polski (2022)[6]
- Srebrny Krzyż Zasługi (2020)[7]
- Brązowy Krzyż Zasługi (2017)[8]
- Brązowy Medal „Za Zasługi dla Pożarnictwa” (2011)[3]
- Brązowa Odznaka „Zasłużony dla Ochrony Przeciwpożarowej” (2016)[9]
- Odznaka Honorowa „Bene Merito” (2020)[10]
- Złoty Medal za Zasługi dla Policji (2023)[11]
- Order „Za zasługi” III klasy (Ukraina, 2022)[12][13]